# Eupora
Eupora es una ciudad del Condado de Webster, Misisipi, Estados Unidos. Según el censo de 2000 tenía una población de 2.326 habitantes.

## Demografía
Según el censo de 2000, había 2.326 personas, 877 hogares y 590 familias residiendo en la localidad. La densidad de población era de 275,5 hab./km². Había 957 viviendas con una densidad media de 113,3 viviendas/km². El 58,86% de los habitantes eran blancos, el 38,01% afroamericanos, el 0,13% amerindios, el 0,17% asiáticos, el 2,28% de otras razas y el 0,56% pertenecía a dos o más razas. El 3,74% de la población eran hispanos o latinos de cualquier raza.
Según el censo, de los 877 hogares en el 31,9% había menores de 18 años, el 41,3% pertenecía a parejas casadas, el 21,2% tenía a una mujer como cabeza de familia, y el 32,7% no eran familias. El 30,4% de los hogares estaba compuesto por un único individuo, y el 16,4% pertenecía a alguien mayor de 65 años viviendo solo. El tamaño promedio de los hogares era de 2,47 personas, y el de las familias de 3,08.
La población estaba distribuida en un 26,1% de habitantes menores de 18 años, un 9,3% entre 18 y 24 años, un 24,5% de 25 a 44, un 18,1% de 45 a 64, y un 22,1% de 65 años o mayores. La media de edad era 38 años. Por cada 100 mujeres había 79,5 hombres. Por cada 100 mujeres de 18 años o más, había 74,1 hombres.
Los ingresos medios por hogar en la localidad eran de 24.839 dólares ($), y los ingresos medios por familia eran 37.950 $. Los hombres tenían unos ingresos medios de 26.875 $ frente a los 21.458 $ para las mujeres. La renta per cápita para la ciudad era de 12.927 $. El 24,0% de la población y el 20,9% de las familias estaban por debajo del umbral de pobreza. El 35,6% de los menores de 18 años y el 16,9% de los habitantes de 65 años o más vivían por debajo del umbral de pobreza.

## Geografía
Según la Oficina del Censo de los Estados Unidos, Eupora tiene un área total de 9,3 km² de los cuales 8,4 km² corresponden a tierra firme y 0,8 km² a agua. El porcentaje total de superficie con agua es 8,94%.